# CPI da Sabesp
A CPI da Sabesp é uma comissão parlamentar de inquérito criada em 6 de agosto de 2014 pela Câmara Municipal de São Paulo para apurar denúncias de falhas no abastecimento de água na cidade e investigar o contrato entre a Sabesp e a Prefeitura de São Paulo.
Em 22 de outubro de 2014, foi aprovado pelos membros da comissão um requerimento para prorrogação da CPI por mais 120 dias.

## Composição
- Presidente: Laércio Benko (PHS)
- Vice-Presidente: Ari Friedenbach (PROS)
- Relator: Nelo Rodolfo (PMDB)

| Membros da comissão     |
| ----------------------- |
| Paulo Frange (PTB)      |
| Police Neto (PSD)       |
| Roberto Tripoli (PV)    |
| Nabil Bonduki (PT)      |
| Milton Leite (DEM)      |
| Mario Covas Neto (PSDB) |

## Reuniões

### 8 de outubro
Em conversa privada captada pelos microfones da Câmara, o vereador Andrea Matarazzo (PSDB), então coordenador municipal da campanha de Aécio Neves em São Paulo, disse à presidente da Sabesp, Dilma Pena, que "a 'gritaria' dos parlamentares não teria a menor consequência" e referiu-se à CPI como um "teatro". Em seguida, chamou o vereador Police Neto de "vagabundo". Em 17 de outubro, Andrea Matarazzo publicou nota pedindo desculpas pelas palavras "infelizes" e explicando os termos usados na conversa privada com Dilma Pena. Ele deve ser ouvido pela Corregedoria da Câmara sobre suas declarações. Police Neto disse que vai entrar com ação penal e civil por danos morais contra a presidente da Sabesp.